# Ortona
Ortona est une commune italienne de la province de Chieti, dans les Abruzzes.

## Géographie
Le village (Hortòn epineiòn frentanòn, Ortona porto dei Frentani) est bâti en balcon sur la mer et possède un riche patrimoine. Le bourg concilie vieille ville perchée, petit port et plages de sable. 

## Histoire
Jusqu'en 1938, la commune s'appelait officiellement Ortona a mare.
La ville a probablement été fondée par le peuple italien des Frentani. À l'époque romaine, elle est devenue une ville importante.
Après la chute de l'Empire romain, Ortona a été successivement gouvernée par les Lombards, les Francs (elle se livre à Charlemagne en 802) et les Normands. En 1075, elle fut finalement annexée par le royaume de Sicile.
En 1358, les reliques de l'apôtre Thomas furent ramenées à Ortona, après leur découverte en 1258 par le marin Leone Acciaiuoli.
En 1302, le seigneur croate George Šubić (en) pilla Ortona et tira tribut de ses habitants.
Dans la première moitié du XVe siècle, des murs de défense furent construits. Durant cette période, la ville s'opposa violemment à celle toute proche de Lanciano dans une guerre qui s'acheva en 1427.
Le 30 juin 1447, des vaisseaux vénessiens détruisirent le port d'Ortona ; en conséquence le roi de Sicile ordonna la construction d'un château qui surplombait le nouveau port pour sa défense.
En 1582, Marguerite de Parme, la gouverneure des Pays-Bas de l'époque, y acheta la seigneurie et y fit construire le palais Farnèse par l'architecte Giacomo della Porta, avec un vignoble. Le vin tiré de ce dernier s'appelait « Farnese » et est encore mis en bouteilles. Le palais reste inachevé en raison de la mort de la duchesse.
Pendant la Seconde Guerre mondiale, la famille royale italienne a fui en septembre 1943, via le port d'Ortona vers la ville plus méridionale, déjà libérée, de Brindisi. Deux mois plus tard, en décembre 1943, Ortona est le théâtre de violents combats entre les troupes allemandes et canadiennes. La ville a été gravement endommagée.
Située sur la ligne Gustave établie par les Allemands et donnant sur la mer Adriatique, la ville fut le théâtre d'une bataille acharnée en décembre 1943 entre troupes canadiennes et allemandes pour son contrôle et fut surnommée ainsi le « Petit Stalingrad » par la presse. Plus de 1 000 soldats alliés tombèrent au cours de sa prise.

Un char canadien à Ortona, tableau de Charles Comfort, Musée militaire du Canada.
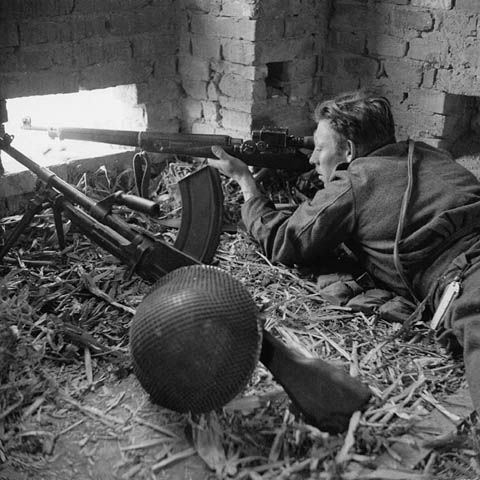
Tireur d'élite canadien à Ortona.
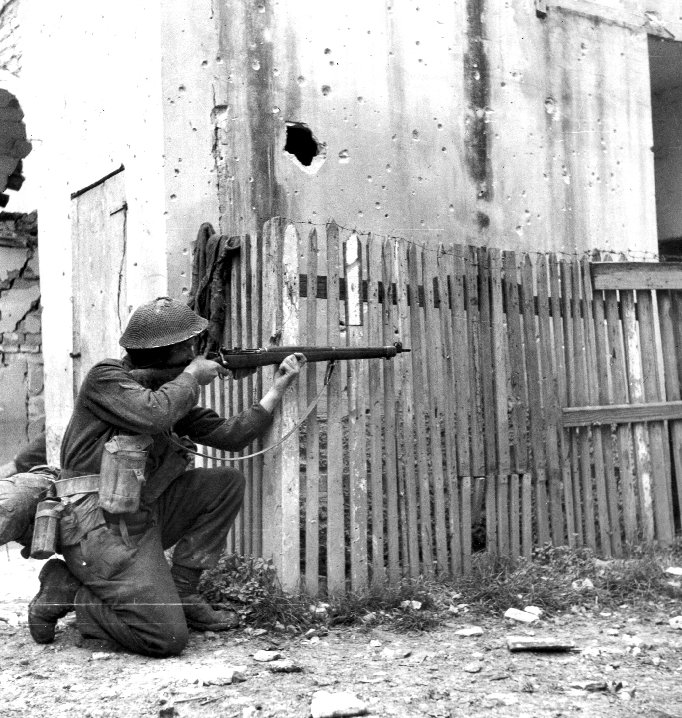
Fusilier canadien à Ortona.
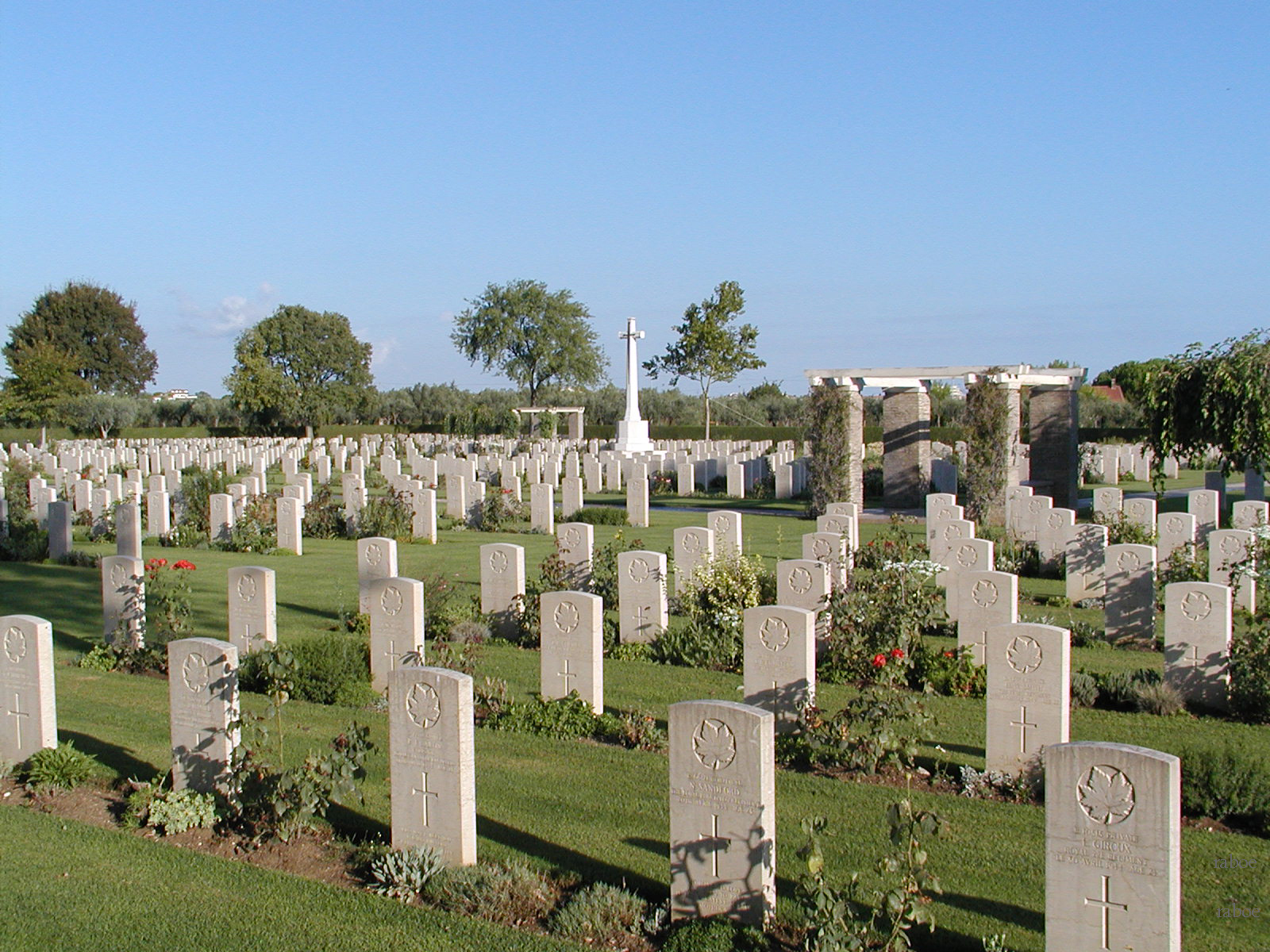
Cimetière militaire canadien d'Ortona.

Dans la ville d'Ortona repose une partie de la dépouille de Saint Thomas, appelé Didyme (jumeau, en grec), l'un des douze apôtres de Jésus-Christ.

## Économie
L'industrie agroalimentaire des pâtes, farines, huiles De Cecco ont leur siège à Ortona.

## Culture

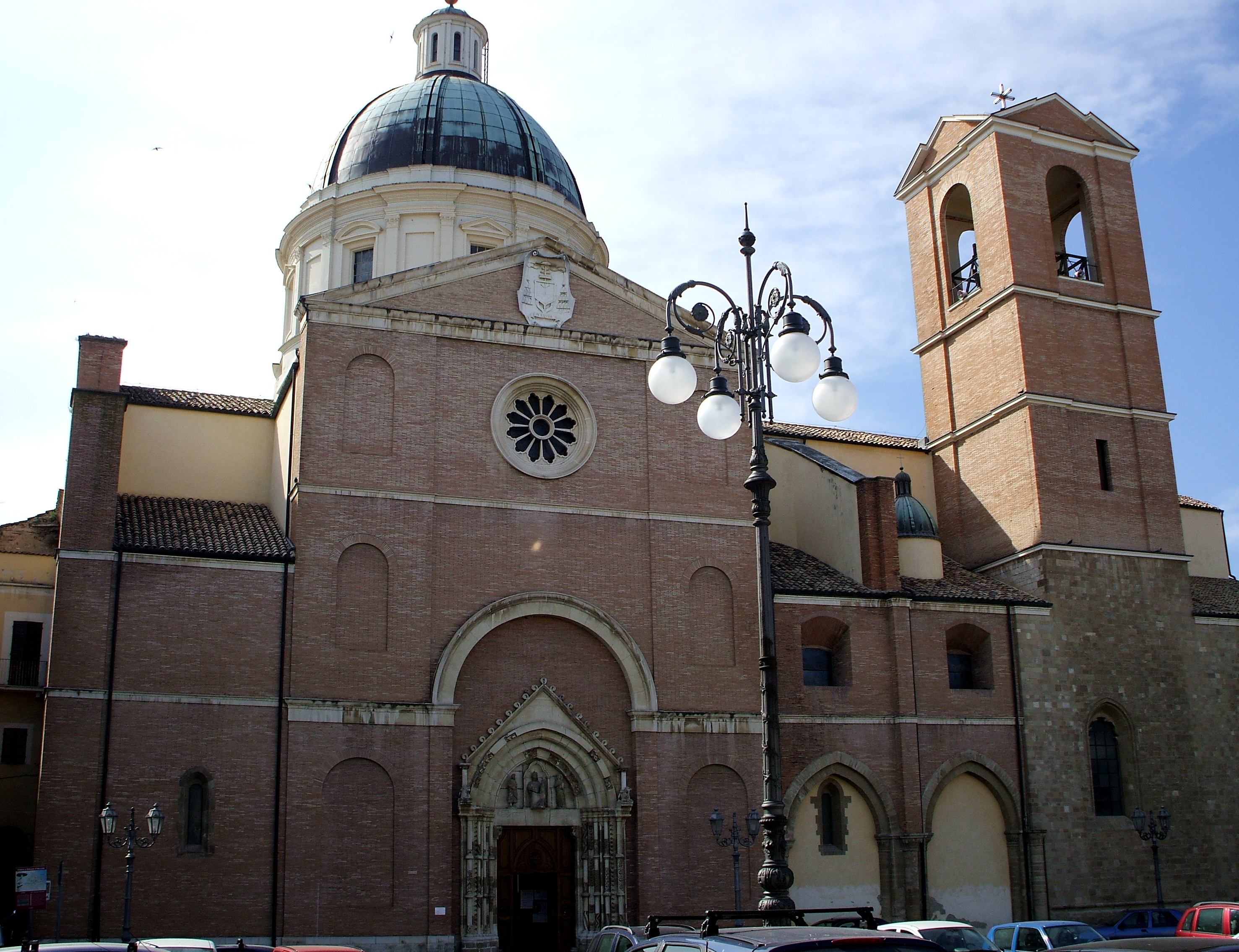
La Basilique San Tommaso où se trouvent des reliques de l'apôtre Thomas.

- Château aragonais (XVe siècle)
- Basilique Saint-Thomas-Apôtre

## Administration
| Période                                  | Période  | Identité       | Étiquette       | Qualité |
| ---------------------------------------- | -------- | -------------- | --------------- | ------- |
| 20 mai 2013                              | En cours | Enzo d'Ottavio | Centro-Sinistra |         |
| Les données manquantes sont à compléter. |          |                |                 |         |

### Hameaux
Alboreto, Aquilano, Bardella,Bavi, Caldari, Civitarese, Colombo, Cucullo, Feudo, Fontegrande, Foro, Fossato, Gagliarda, Iubatti, Iurisci, Lazzaretto, Lido Riccio, Madonna delle Grazie, Ranchini, Riccio, Ripari Bardella, Rogatti, Ruscitti, San Donato, San Leonardo, San Marco, San Pietro, Santa Lucia, Savini, Tamarete, Vaccari, Villa Deo, Villa Grande, Villa Iubatti, Villa Pincione, Villa San Leonardo, Villa San Nicola, Villa San Tommaso, Villa Sarchese, Villa Torre.

### Communes limitrophes
Crecchio, Francavilla al Mare, Frisa, Miglianico, San Vito Chietino, Tollo.

## Personnalités liées à la ville
- Francesco Paolo Tosti (1846-1916), compositeur ;
- Beniamino Fiamma (1899-1985), inventeur ;
- Rocco Siffredi (1964), acteur pornographique.